# Batzella rosea
Batzella rosea är en svampdjursart som beskrevs av van Soest 1984. Batzella rosea ingår i släktet Batzella och familjen Chondropsidae. Inga underarter finns listade i Catalogue of Life.